# ウィリアムス浩子
ウィリアムス 浩子（うぃりあむす ひろこ、Hiroko Williams、本名同じ 9月4日 - ）は日本のジャズボーカリスト。ジャズレーベル・バークリースクエアミュージック株式会社代表。

## 来歴
幼少期からオーディオマニアであった父親の影響で主にクラシック音楽を聴いて育つ。1985年、静岡県立静岡城北高等学校卒業。地元静岡での会社員時代を経てイギリスへ語学留学。帰国後は東京に拠点を構え、ジャズシンガーとして活動を開始。2009年には自身のレーベル・バークリースクエアミュージックを創立。セルフプロデュースによるアルバムがインディーズながらジャズシーンでトップセールスを記録。
2009年7月、テナー・サクソフォーン奏者レッド・ホロウェイ・クインテットの日本ツアーにゲストボーカリストとして参加。
2010年、二人のグラミー受賞ピアニスト、アラン・ブロードベント、ビル・カンリフが携わるアルバムをロサンゼルスで録音制作するために資金調達から始め、単身渡米。
2011年4月　ピアニスト、ジョン・ディ・マルティーノ ニューヨーク・ロマンティック・トリオの日本ツアーにゲストボーカリストとして参加。12月、日本経済新聞の掲載記事”Monthly Music Salon”にて、注目のボーカリストとして紹介される。
2012年7月、9月発売のアラン・ブロードベントとの共演アルバム「a time for Ballads」がジャズ批評2012年7月号（通巻168号）に推薦盤として掲載、ビリー・ホリデイの呼び名「Lady Sings The Blues」から「ウィリアムス浩子には"Lady Sings The Ballads"という言葉がふさわしい」と絶賛。ジャズ批評『ジャズオーディオ・ディスク大賞2013』ヴォーカル部門で銅賞を受賞。同作は歌唱力とこだわり抜いた高音質な音作りが人気を呼び発売後1年を要して1,000枚売れたらヒットと言われる業界において初回プレスの2,000枚が2ヶ月で完売。更に2,000枚を追加プレス後も継続的に売上を伸ばし、1万枚プレスのロングセラーとなっている。
2014年、アルバム「A Wish」がamazon Jazz、Jazz vocal、J-Jazzチャートの3部門で同時に1位を記録。ビルボードジャパンでは2位を記録。「ジャズオーディオ・ディスク大賞2013・ヴォーカル部門（ジャズ批評誌）」において銅賞を受賞。同年、新たな試みとして「MY ROOMプロジェクト」と名付けたオーディオルームでの実験的録音を開始。半年毎にCD1枚、2年間で4部作を制作（詳細後述）。これはアナログ盤を作る前提で始まったプロジェクトでもあり同時進行で制作された。第一弾CD「MY ROOM side1」は初回プレスで4000枚受注。オリコンチャートでTOP10入り。その後も追加プレスが続いた。同年6月、服部克久の喜寿・55周年記念アルバム「77-55～Past,Present&Future～」のレコーディング、同記念コンサート（9月・大阪・森ノ宮ピロティホール、10月・東京国際フォーラム）に出演。佐藤竹善とデュエット共演。同年10月、横浜 ジャズプロムナード 関内ホールにて夏樹陽子とのジャズコンサート、静岡AOIホールにてゲストに春風亭昇太と寺井尚子を迎えワンマンライブを開催。同年12月18日の日本経済新聞夕刊に、今年注目のジャズボーカルアルバムとして「MY ROOM side1」が紹介される。
2015年2月、ジャズ批評誌『ジャズオーディオ・ディスク大賞2014・ヴォーカル部門にて、日本人初となる銀賞受賞。
2016年1月、amazonランキング大賞2015にて発売されたばかりの2枚「MY ROOM side1」「side2」が世界のジャズ・フュージョンカテゴリーにて年間セールスTOP20入賞、邦人1位を記録。2月、ジャズ批評『ジャズオーディオ・ディスク大賞2015・ヴォーカル部門』にて銅賞受賞。
その後MY ROOMシリーズは「side3」「side4」と発売。人気を博し、その後制作されたシリーズの集大成クリスマス・アルバム「MY ROOM for Christmas」も含め、2019年時点でアルバムが7作連続でジャズチャート1位を記録。
2017年、4部作の「MY ROOMシリーズ」と「for Christmas」制作プロジェクトが「ジャズオーディオディスク大賞2016・特別賞（ジャズ批評）」を受賞。4月19日にスタートしたハイレゾリューションオーディオ配信では全ジャンルを網羅するe-onkyo music TOP100アルバムチャートにおいて「MY ROOM side1」が1位を獲得。「MY ROOMシリーズ」全てがTOP100入り。5月、音楽配信サイト6社による2017年4月のハイレゾ音源大賞を「MY ROOM side1」が受賞。9月にはジャズの他、日本の名曲を歌うコンサートも人気を博し、中でも9月に開催された自身が憧れるちあきなおみの楽曲のみを取り上げたコンサート「ウィリアムス浩子singsちあきなおみ」は南青山の能楽堂鉄仙会にて開催。昼夜2回公演共にチケット完売。この模様はドキュメンタリー映像としてテレビ番組で放映。
2018年7月、コンサート「ウィリアムス浩子singsちあきなおみ」を静岡アクトシティ浜松中ホールを静岡銀行主催で開催。抽選となった1000席のチケットは応募殺到で即完売。
2019年4月 平成最後の4月30日、出身地である静岡の静岡市民文化会館マリナート清水大ホールにて「日本の名曲コンサート」開催。スペシャルゲストに同じ地元出身である春風亭昇太を迎える。翌日の静岡新聞に取り上げられる。同年11月、自身のレーベル・バークリースクエアミュージック10周年記念・アルバムヒット記念として渋谷Jz Bratにてコンサート開催。ゲストに岡本真夜を迎える。チケットは完売。
2020年12月、ハイレゾ配信を開始した「My Room for Christmas」がe-onkyo music TOP100アルバムチャートで週間1位を記録。
2021年3月、コットンクラブ にて「ジャズと日本の名曲コンサート」をゲストに春風亭昇太を迎え開催。デュエットや昇太氏の歌にギタレレやコーラスでも参加。
2022年6月、コロナ禍により発売が延期されていた音源集『My Room another side』が予約開始とともにamazonで1位記録。6/15発売当日もジャズ・フュージョンカテゴリーで1位となる。 2023年7月、アルバム「My Room another side」がe-onkyoにてハイレゾ配信スタート。販売スタートとともにオールジャン内でセールスランキング1位となる。 2023年5月 オーディオ評論家・傅信幸氏のオーディオルームでの試聴会の模様がステレオサウンドオンラインのyoutubeにて公開 2024年6月 有楽町国際フォーラムで開催されたOTOTEN（音展）でのステレオサウンドブースでサイン会開催。ステレオサウンドオンラインでレポート記事が掲載される 2024年8月 雑誌Jaz.inに「ジャズ聴きスピーカーの理想形」をギタリスト・小沼ようすけとともに取材記事掲載 2025年3月 雑誌PHILEWEB AUDIOにて"今世紀のジャズヴォーカルの名盤と称された『a time for Ballads （ア・タイム・フォー・バラッズ）』と『A Wish （ア・ウィッシュ）』がレコード化され同時発売"の記事掲載

## ディスコグラフィー
- 2008年12月（2017年4月19日再発）　The Musicals
- 2009年1月（2017年4月19日再発）　The Movies
- 2012年9月12日　time for Ballads
- 2013年10月30日　Wish
- 2014年9月24日　MY ROOM side1
- 2015年
  - 4月15日　MY ROOM side2
  - 10月21日　MY ROOM side3
- 2016年
  - 5月18日　MY ROOM side4
  - 11月23日　MY ROOM for Christmas
- 2022年 ・6月15日　MY ROOM another side
- 2025年
  - 4月16日　アルバム「a time for Ballads」「A Wish」がレコード化され同時発売

## 家族
- 父 : 木村仲久 - 写真家